# Colleen McCullough
Colleen McCullough (Wellington (Nova Gales do Sul), 1 de junho de 1937 — Ilha Norfolk, 29 de janeiro de 2015) foi uma romancista australiana.

## Obras publicadas

### Série Senhores de Roma (Masters of Rome)
| nº série | Título original          | Título em Português      | Tradução           | Ano    | Editora         |
| -------- | ------------------------ | ------------------------ | ------------------ | ------ | --------------- |
| 01       | The First Man in Rome    | O primeiro homem de Roma | Maria D. Alexandre | 1990   | Bertrand Brasil |
| 02       | The Grass Crown          | A coroa de ervas         | Maria D. Alexandre | 1991   | Bertrand Brasil |
| 03       | Fortune's Favorites      | Os favoritos de fortuna  | Maria D. Alexandre | 1993   | Bertrand Brasil |
| 04       | Caesar's Women           | As mulheres de César     | Maria D. Alexandre | 1996   | Bertrand Brasil |
| 05       | Caesar: Let the Dice Fly | César                    | Maria D. Alexandre | 1997   | Bertrand Brasil |
| 6        | The October Horse        | César e Cleópatra        |                    | 2002 - |                 |
| 7        | Antony and Cleopatra     | Antônio e Cleópatra      |                    | 2007   | Difel           |

### Série Carmine Delmonico
| nº série | Título original     | Título em Português | Tradução                 | Ano  | Editora         |
| -------- | ------------------- | ------------------- | ------------------------ | ---- | --------------- |
| 01       | (On, Off)           | Liga, desliga       | Sibele Menegazzi         | 2006 | Bertrand Brasil |
| 02       | (Too Many Murders)  | Assassinatos demais | Marina Slade             | 2009 | Bertrand Brasil |
| 03       | (Naked Cruelty)     | Crueldade a nu      | Miguel Martins Rodrigues | 2010 | Bertrand        |
| 04       | (The Prodigal Son)  | O filho pródigo     | Ana Lourenço             | 2012 | Bertrand        |
| 05       | (Sins of the Flesh) | Pecados da Carne    |                          | 2013 |                 |

### Romance
| nº série | Título original                        | Título em Português                                                    | Tradução                         | Ano  | Editora                                                                 |
| -------- | -------------------------------------- | ---------------------------------------------------------------------- | -------------------------------- | ---- | ----------------------------------------------------------------------- |
| 01       | (Tim)                                  | Tim                                                                    | Wilma Freitas Ronald de Carvalho | 1974 | Difel, Círculo do livro                                                 |
| 02       | (The Thorn Birds)                      | Pássaros Feridos                                                       | Octavio Mendes Cajado            | 1977 | Bertrand Brasil, Difel, Abril Cultural, Círculo do livro, Nova Cultural |
| 03       | (An Indecent Obsession)                | Uma obsessão indecente                                                 | Octavio Mendes Cajado            | 1981 | Difel, Círculo do livro, Globo                                          |
| 04       | (A Creed for the Third Millennium)     | A paixão do Dr. Christian                                              | Octavio Mendes Cajado            | 1985 | Difel, Círculo do livro,                                                |
| 05       | (The Ladies of Missalonghi)            | As moças de Missalonghi (Brasil) As Senhoras de Missalonghi (Portugal) | Ines Rosa Vaz                    | 1987 | Record                                                                  |
| 06       | (The Song of Troy)                     | A canção de Tróia                                                      | Maria D. Alexandre               | 1998 | Bertrand Brasil                                                         |
| 07       | (Morgan's Run)                         | A sorte de Morgan ou A viagem de Morgan                                | Ruy Jungmann                     | 2000 | Bertrand Brasil                                                         |
| 08       | (The Touch)                            | O toque de Midas                                                       | Sibele Menegazzi                 | 2003 | Bertrand Brasil                                                         |
| 09       | (Angel Puss)                           | A casa dos anjos                                                       | Rute Rosa da Silva               | 2004 | Difel                                                                   |
| 10       | (The Independence of Miss Mary Bennet) | A independência de Miss Bennet                                         | Ines Rosa Vaz                    | 2008 | Record, Círculo do livro                                                |
| 11       | (Bittersweet)                          | Agridoce                                                               | Catarina Andrade                 | 2013 | Bertrand Editora                                                        |

### Biografia
| nº série | Título original           | Título em Português                                   | Tradução | Ano  | Editora |
| -------- | ------------------------- | ----------------------------------------------------- | -------- | ---- | ------- |
| 01       | (sem notícia de tradução) | The Courage and the Will: The Life of Roden Cutler VC |          | 1999 |         |

### Memórias
| nº série | Título original           | Título em Português           | Tradução | Ano    | Editora |
| -------- | ------------------------- | ----------------------------- | -------- | ------ | ------- |
| 01       | (sem notícia de tradução) | Life: without the boring bits |          | 2011 - |         |